# Ragtime

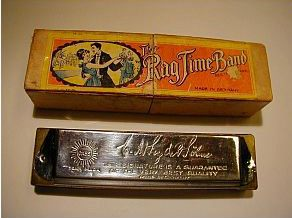
Harmonika Ragtime Band (1920); tehdy fa Seydel vyráběla 7 milionů harmonik ročně

Ragtime (odvozeno od anglického to rag – roztrhat, rozervat) je osobitý a specifický způsob klavírní hry, který je považován za poslední mezistupeň mezi tradiční černošskou lidovou hudbou a jazzem. Začal se formovat koncem 19. století (1885), kdy se také nazýval dobovým pojmem cake-walk nebo coon-song.
Základní hudební prvky převzal ragtime z tzv. minstrel shows. To byla představení bělošských kabaretů v USA, která parodovala hudbu a život amerických černochů. V těchto představeních hráli běloši s načerněnými obličeji. Po zrušení otroctví začali hudbu těchto kabaretů oficiálně hrát i černoši. Původním nástrojem tohoto stylu hry bylo bendžo, které ale mohovitější a vzdělanější černošští hudebníci začali v průběhu 19. století opouštět a stále častěji je nahrazovali klasickým fortepianem.
Ragtime je vlastně pravidelný rytmus v polkovém či pochodovém tempu s oktávovým basem na těžkých dobách s bohatě synkopovanou melodií. Melodie je jakoby rytmicky roztrhána či rozcupována, to vše v jediném přísném základním dvoučvrťovém metru. Od toho také vznikl název hudebního stylu. V rytmu ještě není patrná žádná nepravidelnost ani náznaky mnohem pozdějšího swingu.
Mnoho černošských pianistů považovalo ragtime za vážnou hudbu a doufali, že ho tak bude přijímat i veřejnost. V té době byla taková představa poněkud nereálná, ale v 70. letech 20. století si veřejnost na ragtime vzpomněla – desky s ragtimem na nějaký čas obsadily špičková místa na žebříčcích nejprodávanější vážné hudby v USA. Za všechno mohl film Podraz (The Sting), ve kterém zazněl asi nejslavnější ragtime Scotta Joplina The Entertainer (1902), česky pod názvem Komika.

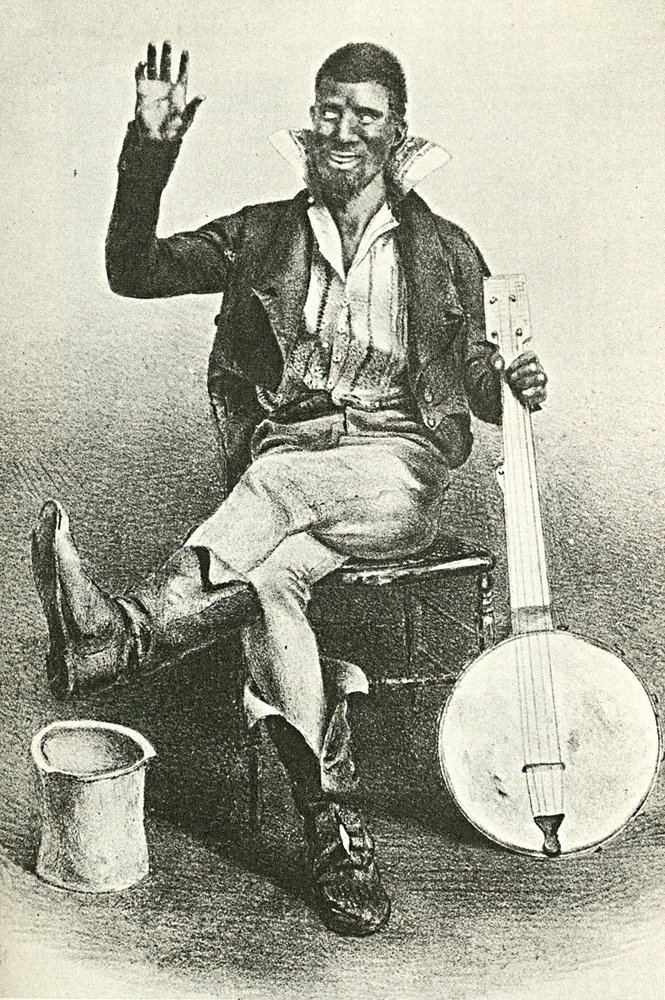
Bendžista Charley Fox (1858)

## Klasikové stylu, abecedně
- Felix Arndt (1889–1918)
- Winifred Atwellová (1910–1983)
- Frank P. Banta (1870–1903)
- Louis Chauvin (1881–1908)
- Scott Joplin (1868–1917)
- Joe Jordan (1882–1971)
- Verdi Karns (1882–1925)
- Joseph F. Lamb (1887–1960)
- Jelly Roll Morton (1885–1941) – což byl také pozdější jazzman
- James Scott (hudebník) (1886–1938)
- Tom Turpin (1873–1922)

## Domácí interpreti
Prvním významným klasickým skladatelem, který se vážně zajímal o ragtime, byl Antonín Dvořák.
Z našich interpretů se ragtimu velice dobře věnoval Vladimír Klusák, umí jej velice dobře hrát třeba paní Eva Mládková (manželka Ivana Mládka). Klasickou skladbou v tomto stylu je známá klavírní skladba Jaroslava Ježka Bugatti Step.